# Sonia Castedo Ramos
Sonia Castedo Ramos (Ribadeo, Galícia, 23 de desembre de 1971) és una política espanyola, militant del Partit Popular, que fou alcaldessa d'Alacant entre 2008 i 2014.

## Biografia
Nascuda a Galícia, des de ben menuda residí a Alacant, on realitzà els seus estudis i es va llicenciar en Sociologia a la Universitat d'Alacant.
El 1993 s'afilià al Partit Popular, i dos anys més tard treballà com a administrativa del gabinet de premsa de l'Ajuntament d'Alacant. A les eleccions municipals de 1999 fou triada regidora, i es feu càrrec de la regidoria de Turisme, i des del 2003 del departament d'urbanisme. El mateix any fou nomenada tinent d'alcalde, càrrec que ocuparia fins al 2007.
En 2008, l'alcalde Luis Díaz Alperi va presentar la seua dimissió i va proposar que la seva mà dreta, Sonia Castedo, fos la seva successora al capdavant de l'ajuntament; el 17 de setembre de 2008 es va convertir en la primera dona que dirigeix l'ajuntament en la ciutat d'Alacant. És membre de l'executiva regional del Partit Popular, i des de 2008 també és membre de la direcció nacional del Partit Popular. És diputada a les Corts Valencianes des de les eleccions de 2011.
Relacionat amb la seva posició propera a l'empresari Enrique Ortiz i a la seva afició futbolística, ja que segueix a l'Hèrcules, se li ha atribuït un idil·li amb Jorge López Marco, més conegut com a Tote, capità de l'equip, i Sonia, que està casada, ha dit que és mentida.
El 23 de desembre de 2014, coincidint amb el seu 44 aniversari, va anunciar per Facebook la seua dimissió com a alcaldessa d'Alacant. En aquell moment estava imputada en dues causes del cas Brugal i tenia pendent declarar per una altra imputació en el cas Rabassa. Des del PPCV es va proposar Miguel Valor Peidró com a substitut.

## Corrupció política

### Cas Brugal
En octubre de 2010, la Fiscalia Anticorrupció acusà Sonia Castedo d'estar implicada en la trama de corrupció del Cas Brugal, en la tramitació del nou Pla General d'Ordenació Urbana (PGOU) d'Alacant, junt amb el seu antecessor, el popular Luis Díaz Alperi i el constructor Enrique Ortiz. Li imputà els delictes de suborn, tràfic d'influències i revelació d'informació privilegiada, assenyalant que va ser retribuïda amb regals.
El 5 de juliol de 2012, el jutge d'instrucció d'Alacant sol·licita al Tribunal Superior de Justícia de la Comunitat Valenciana que assumisca la causa per poder imputar Sonia Castedo els presumptes delictes de revelació d'informació privilegiada facilitada per autoritat, tràfic d'influències i suborn.
L'1 d'octubre de 2012, el jutge d'instrucció del Tribunal Superior de Justícia de la Comunitat Valenciana imputa Sonia Castedo els presumptes delictes de revelació d'informació privilegiada facilitada per autoritat, tràfic d'influències i suborn. És citada per declarar el dia 19 d'octubre.

### Cas Gürtel
El 14 de març de 2014, l'Agència Tributària remet al jutge instructor de la branca valenciana del cas Gürtel l'informe definitiu sobre el finançament il·legal del PP valencià i assenyala que, entre altres polítics del PP valencià, Sonia Castedo Ramos (anomenada Sonia per la trama Gürtel) realitzà una activitat de col·laboració necessària en la comissió dels delictes de defraudació tributària.

### Altres casos
Tot i que va ser denunciada pel grup socialista de l'Ajuntament d'Alacant davant la Fiscalia Anticorrupció per tràfic d'influències, prevaricació, estafa i frau arran d'una actuació urbanística en el barri de Benalua, la denúncia ha estat arxivada de manera provisional pel fiscal anticorrupció, Felipe Briones, tot esperant la decisió que prendrà el Tribunal Superior de Justícia de la Comunitat Valenciana.